# Garrett Wareing

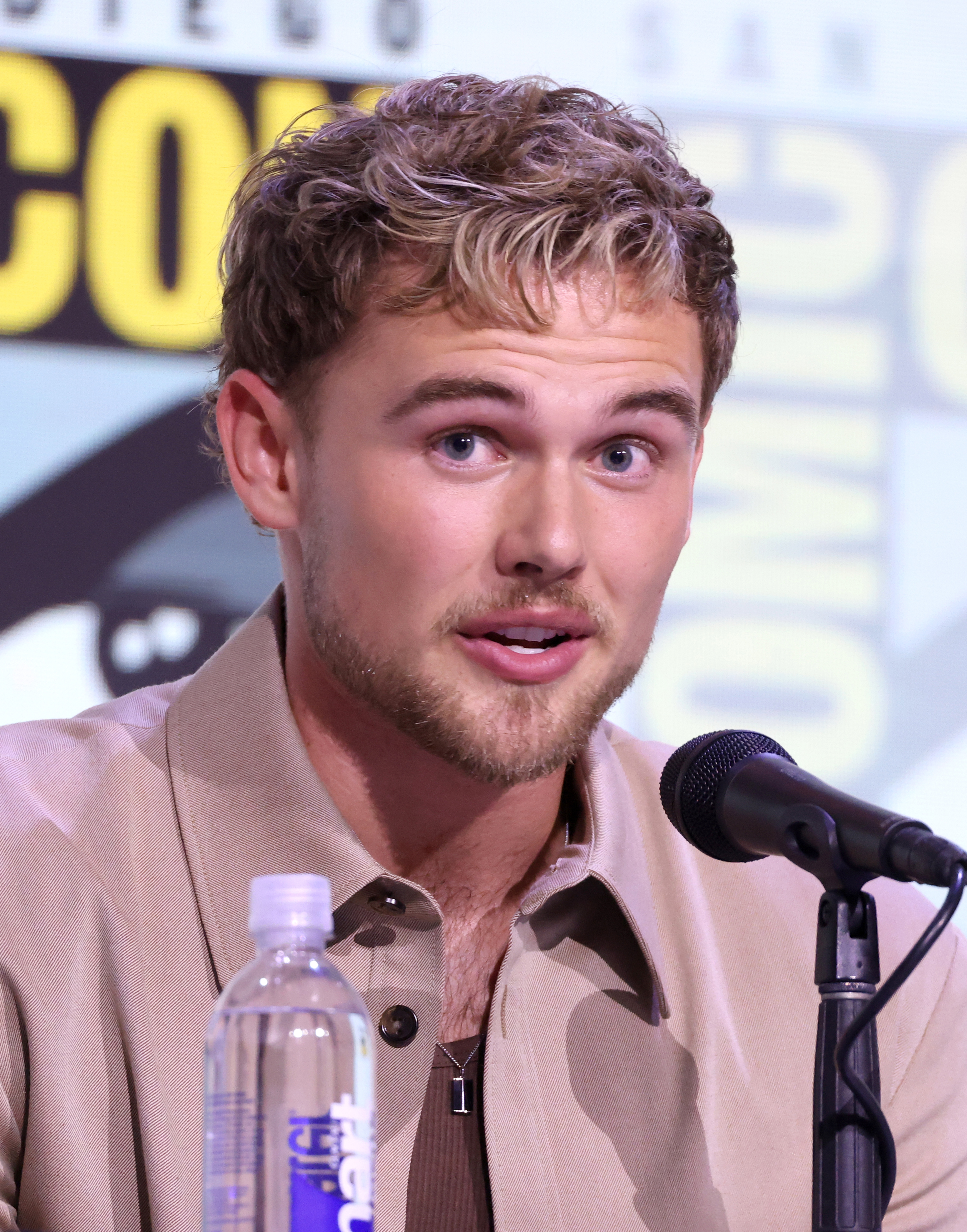
Garrett Wareing (2025)

Garrett Wareing (* 31. August 2001)  ist ein US-amerikanischer Schauspieler.

## Leben
Der 2001 geborene Wareing zog als Kind mit seiner Familie aus seiner Heimatstadt College Station nach Los Angeles. Seine Schwester Mackenzie Wareing ist ebenfalls Schauspielerin. Zudem hat Wareing noch einen Bruder namens Mason. Im Theaterunterricht entdeckte Wareing in der Mittelschule seine Leidenschaft für die Schauspielerei. Später lernte Wareing den Talentscout Nikki Pederson kennen, der ihn 2013 für einen Wettbewerb der International Modeling and Talent Association anmeldete. Hier wurde Wareing mehrfach ausgezeichnet, unter anderem als Pre-Teen Male Model des Jahres. Hiernach wurden einige Agenten aus Hollywood auf ihn aufmerksam, und Wareing erhielt Schauspielunterricht bei Max Decker.
Im Film Der Chor – Stimmen des Herzens  war Wareing 2014 in der Hauptrolle von Stet zu sehen, einem talentierten, zwölfjährigen Ausnahmesänger, der sich an einem elitären Musikinternat durchbeißt. Der Film war hochkarätig besetzt, und Dustin Hoffman spielte im Film den Chorleiter. Seine Schwester Mackenzie Wareing spielte im Film seine Halbschwester Stephanie. Rooter Wareing, sein Vater, spielte in einer Beerdigungsszene einen Priester. Für seine Arbeit im Film wurde Wareing im Rahmen des Toronto International Film Festivals 2014 gemeinsam mit Dustin Hoffman, Kathy Bates, Eddie Izzard, Josh Lucas, Debra Winger und Kevin McHale mit dem Creative Coalition Spotlight Initiative Award ausgezeichnet. Im Film Independence Day: Wiederkehr übernahm Wareing die Rolle von Bobby, ein Junge, der bei einer Familie Zuflucht sucht, als die Erde von Aliens angegriffen wird.

## Filmografie (Auswahl)
- 2014: Der Chor – Stimmen des Herzens (Boychoir)
- 2015: A Better Place
- 2016: Independence Day: Wiederkehr (Independence Day: Resurgence)
- 2018: Chicago Med (Fernsehserie) (Fernsehserie, 1 Folge)
- 2019: Pretty Little Liars: The Perfectionists (Fernsehserie, 10 Folgen)
- 2020: Manifest (Fernsehserie, 10 Folgen)
- 2023: God Is a Bullet